# Berlinale 1994
La Berlinale 1994, 44e édition du festival international du film de Berlin (44. Internationalen Filmfestspiele Berlin), s'est tenue du 10 au 21 février 1994.

## Jury
- Jeremy Thomas  Royaume-Uni, président du jury
- Tchinguiz Aïtmatov  Kirghizistan
- María Luisa Bemberg  Argentine
- Xu Feng  Hong Kong
- Morgan Freeman  États-Unis
- Francis Girod  France
- Corinna Harfouch  Allemagne
- Carlo Lizzani  Italie
- Wolfram Schütte  Allemagne
- Susan Seidelman  États-Unis
- Hayao Shibata  Japon
- Dave Kehr  États-Unis

## Sélections

### Compétition
La sélection officielle en compétition se compose de 21 films.
- Alles auf Anfang de Reinhard Münster  Allemagne
- Al otro lado del túnel de Jaime de Armiñán  Espagne
- A magzat de Márta Mészáros  Hongrie
- La Troisième Rive du fleuve (A Terceira Margem do Rio) de Nelson Pereira dos Santos  Brésil
- Cari fottutissimi amici de Mario Monicelli  Italie
- À l'abri de leurs ailes (Charachar) de Buddhadev Dasgupta  Inde
- Der Blaue de Lienhard Wawrzyn  Allemagne
- Les Gens d'en face (Los de enfrente) de Jesús Garay  Espagne
- Exile de Paul Cox  Australie
- État second (Fearless) de Peter Weir  États-Unis
- Fraise et Chocolat (Fresa y chocolate) de Tomás Gutiérrez Alea et Juan Carlos Tabío  Cuba
- L'Année du chien (God sobaki) de Semion Aranovitch  Russie
- Huo hu de Wu Ziniu  Hong Kong
- Hwaomkyung de Jang Sun-woo  Corée du Sud
- Il giudice ragazzino d'Alessandro Di Robilant  Italie
- Au nom du père (In the Name of the Father) de Jim Sheridan  Irlande
- Ladybird (Ladybird, Ladybird) de Ken Loach  Royaume-Uni
- Smoking / No Smoking d'Alain Resnais  France
- Pas très catholique de Tonie Marshall  France
- Philadelphia de Jonathan Demme  États-Unis
- Trois Couleurs : Blanc de Krzysztof Kieślowski  Pologne

### Hors compétition
6 films sont présentés hors compétition.
- Abschied von Agnes de Michael Gwisdek
- L'Impasse (Carlito's Way) de Brian De Palma
- Little Buddha de Bernardo Bertolucci
- Les Ombres du cœur (Shadowlands) de Richard Attenborough
- Les Vestiges du jour (The Remains of the Day) de James Ivory
- Pages cachées (Tikhie stranitsy) d'Alexandre Sokourov

## Palmarès
- Ours d'or : Au nom du père (In the Name of the Father) de Jim Sheridan
- Grand prix du jury de la Berlinale : Fraise et Chocolat (Fresa y chocolate) de Tomás Gutiérrez Alea et Juan Carlos Tabío
- Ours d'argent du meilleur acteur : Tom Hanks pour Philadelphia
- Ours d'argent de la meilleure actrice : Crissy Rock pour Ladybird
- Ours d'argent du meilleur réalisateur : Krzysztof Kieślowski pour Trois couleurs : Blanc

- Ours d'or d'honneur : Sophia Loren